# Кметёва, Ивана
Ивана Кметёва (словац. Ivana Kmeťová; 30 января 1985, Бойнице) — словацкая гребчиха-байдарочница, выступает за сборную Словакии начиная с 2005 года. Участница двух летних Олимпийских игр, чемпионка Европы, серебряная и дважды бронзовая призёрка чемпионатов мира, победительница многих регат национального и международного значения.

## Биография
Ивана Кметёва родилась 30 января 1985 года в городе Бойнице Тренчинского края. Активно заниматься греблей начала с раннего детства, проходила подготовку в клубе KRK DAK Kiaba Nováky.
Первого серьёзного успеха на взрослом международном уровне добилась в сезоне 2005 года, когда попала в основной состав словацкой национальной сборной и побывала на чемпионате Европы в польской Познани, откуда привезла награду серебряного достоинства, выигранную в зачёте двухместных экипажей на дистанции 200 метров. Два года спустя в той же дисциплине получила серебро на европейском первенстве в испанской Понтеведре и на мировом первенстве в немецком Дуйсбурге. Ещё через год на чемпионате Европы в Милане одержала победу в двойках на двухстах метрах.
Благодаря череде удачных выступлений Кметёва удостоилась права защищать честь страны на летних Олимпийских играх 2008 года в Пекине. Выступала в программе байдарок-двоек на дистанции 500 метров вместе с напарницей Мартиной Когловой — они с седьмого места квалифицировались на предварительном этапе, затем на стадии полуфиналов тоже финишировали седьмым и выбыли из борьбы за медали.
В 2009 году на европейском первенстве в Бранденбурге Ивана Кметёва дважды поднималась на пьедестал почёта: в двойках взяла бронзу на двухстах метрах и серебро на пятистах метрах. При этом на чемпионате мира в канадском Дартмуте тоже стала бронзовой призёркой в зачёте двухместных байдарок на двухсотметровой дистанции. В следующем сезоне добавила в послужной список серебряную медаль, полученную на чемпионате Европы в испанской Корвере, и бронзовую медаль, добытую на мировом первенстве в Познани.
Находясь в числе лидеров гребной команды Словакии, Кметёва благополучно прошла отбор на Олимпийские игры 2012 года в Лондоне. На сей раз в двойках на пятистах метрах они с Мартиной Когловой заняли пятое место на предварительном квалификационном этапе, затем на стадии полуфиналов вновь финишировали пятыми и попали тем самым в утешительный финал «Б», где впоследствии вновь стали пятыми — таким образом, расположились в итоговом протоколе соревнований на тринадцатой строке. Кроме того, Ивана Кметёва стартовала здесь в одиночках на двухстах метрах — заняла шестое место в квалификации, пятое место в полуфинале и шестое место в утешительном финале «Б» — стала в общем итоговом протоколе четырнадцатой.
После довольно долгого перерыва в 2016 году Кметёва вернулась в основной состав словацкой национальной сборной и продолжила принимать участие в крупнейших международных регатах. Так, она выступила на чемпионате Европы в Москве, где стала бронзовой призёркой в программе одиночных байдарок на двухсотметровой дистанции.